# Moraes de Almeida
Moraes de Almeida é um distrito do município brasileiro de Itaituba, no Pará. A localidade possui mais de 12 mil quilômetros quadrados e faz limite com Novo Progresso e Altamira. Em 2020, um plebiscito decidiu que o distrito passará a ser um município próprio.
A área do distrito é limitada pelo Rio Aruri, na Rodovia Cuiabá-Santarém, com Itaituba; no Riozinho, com Novo Progresso, também na Cuiabá Santarém; no Rio Sumaúma, na Transgarimpeira, com Itaituba e com Altamira. Sua população é de 10 mil habitantes, segundo levantamento populacional feito em 2018.
O distrito foi criado em 1982 para ser um centro de apoio ao garimpo, com a construção da Transgarimpeira. Desde então, Moraes de Almeida tem como pilares econômicos a mineração e o madeireiro. No distrito funcionam duas mineradoras (Serabi e Brazauro), além de duas concessões legais para a extração legal de madeira. 
Em setembro de 2020, foi aprovada a realização de um plebiscito para a criação do município de Moraes de Almeida. A votação foi marcada para o dia 15 de novembro, mesmo dia das eleições municipais do Brasil. Um dos motivos para a emancipação do distrito é o crescimento populacional, além da longa distância. Todo o município de Itaituba foi consultado, com 94,38% dos moradores sendo favoráveis ao desmembramento.